# Kulciîn, Turiisk
Kulciîn (în ucraineană Кульчин) este localitatea de reședință a comunei Kulciîn din raionul Turiisk, regiunea Volînia, Ucraina.

## Demografie
Componența lingvistică a localității Kulciîn
     Ucraineană (98,87%)
     Alte limbi (1,13%)
Conform recensământului din 2001, majoritatea populației localității Kulciîn era vorbitoare de ucraineană (98,87%), existând în minoritate și vorbitori de alte limbi.